# Édouard de Martonne
Édouard de Martonne, né le 15 janvier 1879 à Châteauroux et mort le 23 juillet 1952 à Saint-Mandé, est un géographe français, également officier des troupes coloniales.